# Альцениус, Отто
Отто Альфред Альцениус (фин. Otto Alfred Alcenius, 24 августа 1838 — 20 января 1913) — финский ботаник, известен в первую очередь как автор много раз переиздававшегося школьного учебника, посвящённого сосудистым растениям Финляндии. Один из первых пропагандистов учения Чарльза Дарвина в Финляндии. Также был известен как нумизмат. Писал на шведском языке.

## Биография
Альцениус родился в 1838 году в Крунупю в финской провинции Остроботния (Похьянмаа) в семье Карла Фредрика Альцениуса (Karl Fredrik Alcenius), пастора, и Хелены Софии, урождённой Ювелиус (Helena Sofia Juvelius). В 1856 году он получил аттестат зрелости.
С 1859 году Альцениус работал в школе в качестве учителя математики и естествознания — сначала в Турку (до 1862 года), затем в Кокколе (1862—1864) и Ваасе (1864—1875); он также преподавал в сельскохозяйственной школе в Корсхольме (Мустасаари) (1865—1879). Альцениус подготовил школьный учебник, посвящённый сосудистым растениям Финляндии (на шведском языке). Этот учебник был впервые издан в 1864 году и с тех пор много раз переиздавался (в 1966 году вышло 13-е издание).
Альцениус был одним из первых пропагандистов учения Чарльза Дарвина в Финляндии. В 1868 году им была опубликована статья Betydelsen af Darwins theori för det naturliga växtsystemet («Значение теории Дарвина для естественной системы классификации растений»).
После переезда в Хельсинки Альцениус стал активным участником Финского антикварного общества; в частности, он занимался изучением монет викингов.
В течение десяти лет (1889—1899) Альцениус занимался должность секретаря Общества земледельцев лена Вааса.
Отто Альцениус скончался 20 января 1913 года в Хельсинки.

## Семья
С 1860 года Альцениус был женат на Лауре Оттилиане Оттелин (Laura Ottiliana Ottelin). У них родилось четверо детей: три дочери и сын.

## Некоторые работы
- Finlands kärlväxter: de vilt växande och allmännast odlade, ordnade i ett naturligt system. — 1864. (швед.)
Другие издания учебника: 3-е (Söderström, 1895), 10-е (1945), 11-е (1949), 12-е (1958), 13-е (1966).
- Betydelsen af Darwins theori för det naturliga växtsystemet. — 1868. (швед.)
- Fyra anglosachsisk-tyska myntfynd i Finland (1894-97): föredrag (nu utvidgadt), hållet på Finska Fornminnesföreningens 30-års fest, den 1 oktober 1900. — Finska Fornminnesföreningen, Helsingfors, 1901. (швед.)
- Myterna i Kalevala. — Författare, Helsingfors, 1904. (швед.)
- Jämförelse mellan Argonautermytsagan och Kalevala samt mellan solhjälten Frixos och skandinavernas Fricco-Frej-Frode. — Finska Fornminnesföreningen, Helsingfors, 1912. (швед.)